# Дорогина, Галина Георгиевна
Галина Георгиевна Дорогина (1940 — 2006) — советский работник сельского хозяйства, Герой Социалистического Труда.

## Биография
Родилась 1 января 1940 года в городе Полоцке Витебской области Белорусской ССР.
В 1955 году приехала в Сибирь, в село Лебедевка Искитимского района Новосибирской области. В 1958 году начала работать птичницей в Тальменском птицесовхозе, позже перешла работать в инкубатор. Параллельно училась в вечерней школе.
В 1960 году на партийно-хозяйственном активе Западной и Восточной Сибири в Новосибирске, который проводил секретарь ЦК КПСС Никита Сергеевич Хрущёв, Галина Дорогина, подхватив почин украинской птичницы Веры Сидоро, взяла обязательство получить один миллион яиц и в том же году выполнила своё обязательство. С этого времени совхоз стал лидером в социалистическом соревновании среди птицеводов.
С 1964 года Галина Георгиевна начала работать бригадиром. Под её руководством коллектив бригады добивался высоких результатов в работе. До самой пенсии она проработала на птицеферме.
Была делегатом Всемирного конгресса птицеводов в г. Киеве. Представляла новосибирцев на съездах комсомола и профсоюзов. Орден Ленина и золотую звезду Героя Социалистического Труда Галине Георгиевне вручали в Кремле на XXIV съезде партии, где она была делегатом от Новосибирской области.
Умерла Галина Георгиевна Дорогина в июле 2006 года. Похоронена в селе Лебедевка Искитимского района Новосибирской области.

## Награды
- За успешное выполнение плана пятилетки 1959—1965 годов получила первую правительственную награду — орден Знак Почёта (1966).
- По результатам работы 8-й пятилетки, Указом Президиума Верховного Совета СССР от 8 апреля 1971 года, бригадиру птицесовхоза — Галине Георгиевне Дорогиной — было присвоено звание Героя Социалистического Труда.